# Chama sinuosa
Chama sinuosa är en musselart som beskrevs av William John Broderip 1835. Chama sinuosa ingår i släktet Chama och familjen Chamidae.

## Underarter
Arten delas in i följande underarter:
- C. s. sinuosa
- C. s. firma